# Amphiporus parvus
Amphiporus parvus är en djurart som tillhör fylumet slemmaskar, och som beskrevs av Yuichi Yamaoka 1940. Amphiporus parvus ingår i släktet Amphiporus och familjen Amphiporidae. Inga underarter finns listade i Catalogue of Life.